# Sidi M'Hamed (M'Sila)
Sidi M'Hamed (em árabe: سيدي محمد) é uma cidade e comuna localizada na província de M'Sila, Argélia. Segundo o censo de 2008, a população total da cidade era de 8 300 habitantes.